# Transparence orthographique
La transparence orthographique désigne, pour une langue donnée, le degré de correspondance entre l'orthographe et la phonologie de la langue, c'est-à-dire la correspondance entre la façon dont on écrit la langue et dont on la prononce.

## Description
Une langue parfaitement transparente est une langue dans laquelle la correspondance entre graphèmes et phonèmes est consistante : à un phonème (plus petite unité prononçable d'un mot) correspond un et un seul graphème (lettre ou ensemble de lettres associés à un son de la langue, comme « a » ou « ch ») et réciproquement. On dit d'une telle langue qu'elle suit une orthographe régulière, ou transparente, ou superficielle (shallow orthography). Par exemple, l'espagnol, l'italien, le serbe et le croate sont considérés comme des langues aux orthographes transparentes,. 
À l’inverse, certaines orthographes sont qualifiées d'irrégulières, opaques (par opposition à transparentes) ou profondes (deep orthography). L’anglais est considéré comme très peu transparent (irrégulier, opaque) car la correspondance entre phonèmes et graphèmes est très variable. Par exemple, la syllabe « ough » peut se prononcer d’une dizaine de façons différentes,.
La transparence orthographique peut se distinguer suivant la direction orthographe-phonologie versus phonologie-orthographe. La direction orthographe-phonologie fait référence au sens de la lecture et plus précisément du graphème au phonème. Un graphème donné comporte-t-il un seul et même phonème correspondant ou plusieurs ? À l'inverse, la direction phonologie-orthographe fait référence au sens de l'écriture, du phonème au graphème. Le cas du français est intéressant ; il peut être considéré comme relativement transparent dans le sens de la lecture[style à revoir], mais il est inconsistant ou opaque dans le sens de l'écriture. Par exemple, tandis que le phonème /o/ peut s'écrire de multiples graphèmes différents (« o », « au », « eau », « ot », « op »), le graphème « eau » se prononce toujours /o/. Il existe également de nombreuses lettres muettes. Certains mots sont si irréguliers que leur orthographe lexicale doit être apprise entièrement et ne peut pas être dérivée de leur prononciation, par exemple, « monsieur », « femme », « chaos » font appel à l'orthographe lexicale en raison de leur irrégularité,.

## Transcriptions phonétiques
Une orthographe réellement phonétique est plutôt désignée comme une « transcription phonétique » et n’obéit à aucune des règles phonologiques d’une langue particulière mais emploie un alphabet ou système d’écriture particulier, conventionnel, normalement indépendant de celui utilisé dans la langue ainsi transcrite. L’alphabet phonétique international représente un tel système. Il peut être utilisé pour produire une transparence orthographique dans des langues du monde entier.
En général, cependant, lorsqu’on transcrit phonétiquement une langue avec un alphabet phonétique, on n’utilise qu'un jeu réduit de lettres, correspondant à la phonologie (parfois théorique) de la langue dans toutes ses variantes, sauf si la transcription cherche à exprimer la phonétique en fonction de la langue du lecteur cherchant à lire une langue étrangère et à en reproduire correctement les sons pour qu’ils entrent correctement dans la phonologie de la langue étrangère étudiée ou pour transcrire plus exactement les variétés phonologiques régionales (les « accents »).[réf. nécessaire]
On parle aussi, improprement, « d’orthographe phonétique » (on devrait plutôt dire orthographe phonologique) pour désigner les fautes d’orthographe (volontaires ou non) qui sont commises par quelqu’un qui écrit en se fondant uniquement ou essentiellement sur la phonologie qu’il connaît de sa langue, au mépris de l’orthographe lexicale ou grammaticale. Le langage SMS est une forme d’orthographe phonétique ou phonologique.

## Acquisition de la lecture
La transparence orthographique a un impact sur l'apprentissage de la lecture. L'apprentissage de la compréhension écrite et de la production écrite est plus difficile et donc plus lente lorsque les correspondances grapho-phonologiques sont les plus complexes. Ainsi, les enfants devant apprendre une langue opaque, comme l'anglais, mettent jusqu'à deux fois plus de temps à apprendre la lecture que des enfants des pays où les langues sont transparentes. Plusieurs études ont validé cette observation. En 2003, le psychologue britannique Philip Seymour et ses collègues ont mené une étude portant sur les compétences en lecture et écriture d'enfants de treize pays Européens, pour comparer leurs performances. Leurs résultats indiquent que la lecture s'acquiert plus rapidement dans les pays comme l'Espagne, l'Italie, la Finlande, dont les langues sont transparentes, et prend quelques mois supplémentaires dans les pays dont les langues sont opaques. 
En anglais, l'opacité de l'orthographe pourrait expliquer l'importance prise par des unités plus larges que le phonème, en particulier la rime. La transcription à l'écrit des rimes du langage oral anglais est en effet plus aisée à cause de la forte consistante pour cette unité du langage des relations oral-écrit, par rapport à l'unité du phonème. Ces régularités aident les enfants anglais dans leur apprentissage de la lecture. La psychologue britannique Usha Goswami a développé, dans les années 1980, une théorie comparant l'apprentissage de la rime chez les enfants aux apprentissages cognitifs par analogie observés dans d'autres domaines. Cet apprentissage ne remplace pas et ne précède pas l'apprentissage fondamental des relations grapho-phonologiques, mais il le complète dans cette langue particulièrement irrégulière,.    
La régularité orthographique influence également les difficultés de lecture chez les enfants ou adultes souffrant de troubles de la lecture ou de l'orthographe. Dans les pays aux langues alphabétiques, l'intensité de la dyslexie développementale, et les types de difficultés rencontrées, varient selon la transparence orthographique de la langue pratiquée.